# Titanio eponyma
Titanio eponyma là một loài bướm đêm trong họ Crambidae.